# Hafizpur
Hafizpur é uma vila no distrito de Azamgarh, no estado indiano de Uttar Pradesh.

## Demografia
Segundo o censo de 2001, Hafizpur tinha uma população de 4520 habitantes. Os indivíduos do sexo masculino constituem 53% da população e os do sexo feminino 47%. Hafizpur tem uma taxa de literacia de 45%, inferior à média nacional de 59.5%: a literacia no sexo masculino é de 56% e no sexo feminino é de 34%. Em Hafizpur, 16% da população está abaixo dos 6 anos de idade.